# Radost ze sekty
Radost ze sekty (v anglickém originále The Joy of Sect) je 13. díl 9. řady (celkem 191.) amerického animovaného seriálu Simpsonovi. Scénář napsal Steve O'Donnell a díl režíroval Steven Dean Moore. V USA měl premiéru dne 8. února 1998 na stanici Fox Broadcasting Company a v Česku byl poprvé vysílán 25. ledna 2000 na stanici ČT1.

## Děj
Na letišti se Bart a Homer setkají s náboráři nového náboženského hnutí s názvem moventariánismus. Moventariánisté pozvou Homera a mnoho obyvatel Springfieldu, aby se podívali na film, jenž vysvětluje, že tajemný muž známý jako „Vůdce“ povede hnutí na palubě vesmírné lodi na planetu Blisstonia. Dlouhý film vymývá účastníkům mozky a nutí je uctívat Vůdce. 
Poté, co se Homer připojí k sektě, přestěhuje svou rodinu do sídla hnutí. Ačkoli se zpočátku vzpouzejí, všechny děti Simpsonových jsou obráceny k moventariánismu. Marge je jediným členem rodiny, který se vzepře, a z přísně střeženého komplexu uprchne. Venku najde reverenda Lovejoye, Neda Flanderse a školníka Willieho, kteří se moventariánům postavili, a s jejich pomocí přiměje svou rodinu, aby s ní opustila areál. V domě Flandersových Marge deprogramuje své děti tím, že je naláká na falešné vznášedlo, a pak se sklenicí piva zpracuje Homera. Když mu však kapka piva přistane na jazyku, je znovu chycen právníky moventariánů. 
Zpátky na základně Homer odhalí davu příznivců hnutí, že už nemá vymytý mozek, a otevře dveře zakázané stodoly, aby odhalil, že sekta je podvodná. On i dav jsou ale překvapeni, když ve stodole najdou skutečnou vesmírnou loď. Primitivní vesmírná loď se však při letu rozpadne a odhalí Vůdce na letadle poháněném pedály, který prchá s penězi všech lidí, kteří se ke hnutí přidali. Poté havaruje na dvoře před domem Cletuse Spucklera, kde ho Cletus, vyhrožující střelnou zbraní, donutí peníze vydat. Simpsonovi se vrátí domů, kde Líza poznamená, jak je skvělé, že zase myslí sami za sebe. Epizoda končí tím, že rodina sleduje televizi Fox a mechanicky opakuje po hlasateli, že „sledují Fox“.

## Produkce
Tato epizoda byla druhou a poslední epizodou, kterou napsal Steve O'Donnell, a byla založena na nápadu Davida Mirkina. Mirkin vedl seriál v 5. a 6. sezóně, ale v 9. řádě se vrátil. Řekl, že ho přitahoval nápad parodovat kulty, protože jsou „komické, zajímavé a zvrácené“. Epizodu vymyslel poté, co jednou v noci při jízdě domů slyšel rozhlasový pořad o historii kultů. Hlavní skupina scenáristů, která na epizodě pracovala, byla Mirkin, O'Donnell, Jace Richdale a Kevin Curran. Název epizody Radost ze sekty navrhl Richdale. Epizodu režíroval Steven Dean Moore.
Aspekty moventariánů byly inspirovány různými sektami a náboženstvími, včetně scientologie, Jima Jonese a Peoples Temple, kultu Heaven's Gate, Církve sjednocení, společnosti Oneida Society a indického guru Oshy. Zejména vůdce projíždějící po polích v Rolls-Royce byl částečně inspirován Oshem a představa držení lidí uvnitř tábora proti jejich vůli byla odkazem na Jima Jonese. Samotný název moventariáni byl vybrán jednoduše pro své trapné znění. Scéna během šestihodinového orientačního videa, kdy jsou ti, kteří se zvednou a chtějí odejít, nátlakem přiměni zůstat, byla odkazem na Církev sjednocení a školení EST. Producenti seriálu přiznali, že závěrečná scéna epizody byla šťouchnutím do společnosti Fox jako „zlé stanice ovládající mysl“. Scénář epizody byl napsán v roce 1997, tedy zhruba ve stejné době, kdy členové sekty Nebeská brána spáchali hromadnou sebevraždu. Scenáristé si všimli podivných paralel mezi prvním návrhem Mirkina a Nebeskou bránou, včetně víry v přílet vesmírné lodi a členů skupiny, kteří nosí stejné oblečení a zvláštní tenisky. Kvůli těmto shodám bylo několik prvků epizody změněno tak, aby byla citlivější v souvislosti se sebevraždami.

## Témata
Chris Turner v knize Planet Simpson: How a Cartoon Masterpiece Defined a Generation popisuje moventariány jako lidi smíšené ze scientologické církve a raëliánského hnutí, s menšími vlivy Son-mjong Muna a Oshy. Planet Simpson také uvádí zpěv Simpsonových v závěru epizody jako důkaz „skutečného kvazináboženského kultu naší doby s vysokým růstem“, týkajícího se týká televize. Kniha se zmiňuje o „kultu popu“, který popisuje jako „rychle rostoucí mutaci náhradního náboženství, která zaplnila zející díru ve společenské struktuře Západu, kde bývalo organizované náboženství“. Martin Hunt z FACTnetu si všímá několika podobností mezi moventariány a scientologickou církví. Vůdce se fyzicky podobá L. Ronu Hubbardovi; „bilionová pracovní smlouva“ moventariánů odkazuje na miliardovou smlouvu scientologické společnosti Sea Org a obě skupiny hojně využívají soudní spory. The A.V. Club analyzuje epizodu v článku nazvaném „Springfield se přidává k sektě“, kde srovnává plány moventariány na cestě do Blisstonie se sliby Heaven's Gate o blaženosti po cestě ke kometě Hale-Bopp. Zároveň však poznamenává, že Radost ze sekty je komentářem k organizovanému náboženství obecně, a cituje Barta, který říká: „Církev, sekta, sekta, církev. Tak se každou neděli nudíme někde jinde.“ Planet Simpson v epizodě rozebírá přístup Simpsonových k deprogramování a všímá si konverze školníka Willieho k filozofii moventariánů poté, co se o ní dozvěděl při pokusu o deprogramování Homera. Autor Chris Turner navrhuje, že Marge měla místo toho využít filmy Conformco Brain Deprogrammers, která se zabývá smlouvami o vymývání mozků a která byla zmíněna v epizodě Burnsův dědic, aby Barta přesvědčila k opuštění pana Burnse a návratu domů.
V knize The Simpsons and Philosophy: D'oh! of Homer autoři uvádějí „útěk ze sektářské komuny v ‚Radosti sekty‘ “ jako důkaz „Aristotelových ctnostných osobnostních rysů u Marge.“ Jak napovídá název, kniha The Psychology of the Simpsons: D'oh! zkoumá Radost ze sekty z psychologického hlediska. Pojednává o psychologii rozhodování v této epizodě a poznamenává: „Homer se stává plnohodnotným členem moventariánů nikoliv racionální volbou, (…) ale procesem stupňujících se behaviorálních závazků.“ Kniha Psychology of the Simpsons vysvětluje klíčové techniky náboru používané moventariány, včetně charismatického Vůdce, zavedené autority založené na náboženské entitě nebo mimozemské bytosti (v tomto případě „Blisstonia“) a metody odebrání svobodné volby prostřednictvím přijetí vůdcovy velikosti. V této scéně je těm, kteří se zvedají k odchodu, připomenuto, že mohou odejít, kdykoli si to přejí. Jsou však před skupinou dotázáni, proč konkrétně chtějí odejít, a tito jedinci nakonec zůstanou, aby film dokoukali. Kniha tuto techniku popisuje jako „jemný nátlak“, na rozdíl od „ostnatého drátu, min, rozzuřených psů, krokodýlů a zlé tajemné bubliny, které Marge čelí, aby unikla, přičemž je jí znovu připomenuto, že rozhodně může odejít“. V Psychology of the Simpsons se píše, že Vůdce je vnímán jako autorita, protože „má znalosti nebo schopnosti, které ostatní nemají, ale chtějí je“. Místo tradičních učebnic matematiky se děti na sídlišti učí z knih Aritmetika po vůdcovsku a Věda pro milovníky vůdců.
V Pinskyho knize Evangelium podle Simpsonových jeden ze scenáristů seriálu autorovi vyprávěl, že producenti Simpsonových vetovali plánovanou epizodu o scientologii v obavě z „pověsti církve, která žaluje a obtěžuje své odpůrce“. Pinsky považuje za ironické, že Matt Groening parodoval scientologii navzdory skutečnosti, že hlas Barta Simpsona, Nancy Cartwrightová, je od roku 1996 scientoložka. Pinsky poznamenává, že Groening si později „vystřelil ze scientologie“ ve Futuramě s fiktivním náboženstvím „církev robotologie“. Groening uvedl, že mu volala scientologická církev, která byla znepokojena použitím podobného názvu.

## Kulturní odkazy
Když se Marge pokusí opustit tábor, pronásleduje ji „balón“ roverského strážce z televizního seriálu The Prisoner z roku 1967. V epizodě je použita znělka Neala Heftiho a Nelsona Riddlea k seriálu Batman z 60. let, která má za úkol indoktrinovat Homera. Skladba „I Love You, You Love Me“ zpívaná dinosaurem Barneym v seriálu Barney a přátelé je použita k vymývání mozků dětí. Když pan Burns představuje své nové náboženství, většina části je parodií na propagační video alba Michaela Jacksona HIStory: Past, Present and Future, Book I z roku 1995. Willie, škrábající nehty po okně kostela, aby upoutal pozornost Marge a reverenda Lovejoye, je odkazem na film Čelisti z roku 1975, v němž podobnou akci provádí postava Quinta. Na letišti ve Springfieldu se nachází „Knihkupectví jen Crichton a King“, odkazující na Michaela Crichtona a Stephena Kinga, autory proslulé svými romány; na letišti se prodávají pouze jejich díla.

## Přijetí
V původním vysílání skončil díl v týdnu od 2. do 8. února 1998 na 27. místě ve sledovanosti s ratingem 9,6 podle agentury Nielsen, což odpovídá přibližně 9,4 milionu domácností. Byl to čtvrtý nejlépe hodnocený pořad na stanici Fox v tom týdnu, hned po seriálech Akta X, Tatík Hill a spol. a Ally McBealová.
V článku USA Today z roku 2006 byla epizoda vyzdvižena mezi 6 dalšími epizodami 9. série Simpsonových spolu s epizodami Kam s odpadem?, Poslední pokušení Krustyho, Pistolníkova rodina, Jak napálit pojišťovnu a Ponorkobus.
The A.V. Club epizodu uvedl ve své analýze „15 momentů Simpsonových, které dokonale vystihly jejich dobu“. The Daily Mirror se o epizodě pozitivně zmínil ve své recenzi DVD vydání 9. série a označil ji za „zábavnou“.
Isaac Mitchell-Frey z Herald Sun uvedl epizodu jako vrchol sezóny.
Sunday Mail vyzdvihl epizodu v rámci své části Family Choice a komentoval ji: „Za normálních okolností by pořad o náboženských sektách znamenal zkázu a zmar. Jen Bart ze Simpsonových by z toho dokázal udělat komedii, ale na druhou stranu, on a jeho kreslená rodinka jsou stejně kultem sami o sobě!“.
Jeff Shalda z The Simpsons Archive použil tuto epizodu jako příklad jedné z „dobrých vlastností přítomných v Simpsonových“ a zároveň analyzoval, proč některé jiné aspekty Simpsonových křesťany rozčilují.
Autoři knihy I Can't Believe It's a Bigger and Better Updated Unofficial Simpsons Guide se vyjádřili, že jde o „zvláštní“ epizodu se „spoustou dobrých momentů“, a dále uvedli, že je „příjemným zvratem vidět Burnse odhodlaného být milován“. Kniha však také poznamenala, že Radost ze sekty je „další díl, kde ústřední vtip není dost silný na to, aby vydržel celou epizodu“.
V plánu výuky vypracovaném na St Mary's College v Durhamu s názvem An Introduction to Philosophy: The Wit and Wisdom of Lisa Simpson je epizoda popsána v části Falešní proroci jako použitelná „pro studium pobuřujících projevů ‚náboženství‘ nebo pro ty, kteří jsou jednoduše upozorněni na Kristovo učení v této oblasti“.